# Башенин, Виктор Андреевич
Виктор Андреевич Башенин (1882—1978) — советский учёный- эпидемиолог и педагог, доктор медицинских наук (1946), профессор  (1928). Один из основателей советской эпидемиологической научной школы.

## Биография
Родился 30 марта 1882 года в Пермской губернии.
С 1902 по 1907 год обучался в Императорской медико-хирургической академии.
С 1907 по 1912 год на клинической работе в Средней Азии в должностях — заведующий санитарной части лечебнице в Новой Бухаре и заведующий наблюдательным противочумным пунктом. С 1912 по 1914 год работал в губернской хирургической клинике в должности врача-хирурга.  С 1914 по 1919 год был участником Первой мировой и Гражданской войн в качестве  военного врача-эпидемиолога и главного врача полевого военного госпиталя, с 1917 года — член Главного военно-санитарного совета 2-й армии Западного фронта, с 1918 года — начальник Ново-Николаевского эвакуационного пункта.
С 1921 по 1928 год на научной и клинической работе в Институте инфекционных 
болезней имени И. И. Мечникова в должности помощника заведующего эпидемическим отделом и заведующим этим отделом. С 1928 по 1931 год на педагогической работе в Одесском медицинском институте в должности профессора и заведующего кафедрой эпидемиологии. С 1931 по 1941 год на научной работе в Военно-научном медицинском институте РККА и в Центральной лаборатории НКПС СССР. С 1941 по 1945 год в период Великой Отечественной войны занимался руководством противоэпидемической службы на железно-дорожном транспорте. С 1947 по 1967 год на педагогической работе в Ленинградском санитарно-гигиеническом медицинском институте в должности заведующего кафедрой эпидемиологии.

### Научно-педагогическая деятельность
Основная научно-педагогическая деятельность В. А. Башенина была связана с вопросами в области частной и общей эпидемиологии и инфекционного гепатита. С 1928 года под руководством В. А. Башенина впервые в Советском Союзе был описан безжелтушный лептоспироз, что послужило всеобщему изучению этой болезни.
С 1920 по 1924 год В. А. Башенин являлся секретарём Всесоюзной профсоюзной врачебной секции.
В 1946 году защитил диссертацию на соискание учёной степени доктор медицинских наук по теме: «Курс частной эпидемиологии», в 1928 году ему было присвоено учёное звание профессор. Под руководством В. А. Башенина было написано около ста научных трудов, в том числе монографий и учебников. Под его руководством и при непосредственном участии было подготовлено более сорока кандидатских и докторских диссертаций. Он являлся участником подготовки второго издания Большой медицинской энциклопедии.
Скончался 21 ноября 1978 года в Москве. Похоронен на Богословском кладбище в Санкт-Петербурге.

Могила Башенина на Богословском кладбище Санкт-Петербурга.